# Ben Abruzzo
Ben L. Abruzzo (geb. 9. Juni 1930 in Rockford, Illinois; gest. 11. Februar 1985 in Albuquerque, New Mexico) war ein US-amerikanischer Ballonfahrer. Mit weiteren Besatzungsmitgliedern gemeinsam gelang ihm die erste Ballonfahrt über den Atlantik und kurz darauf über den Pazifik und die weiteste Nonstop-Ballonfahrt im Double Eagle V.

## Leben
Abruzzo schloss 1952 sein Studium an der University of Illinois at Urbana-Champaign ab und diente zwei Jahre lang bei der U.S. Air Force auf der Kirtland Air Force Base in Albuquerque (1952–54). Er ließ sich in der Stadt nieder und wurde Immobilienentwickler und schließlich Eigentümer von zwei bekannten Skigebieten, eines in der Nähe von Albuquerque, das andere in der Nähe von Santa Fe. Er, wie auch seine Frau und seine Kinder, betrieben viele aktive Sportarten wie Skifahren, Bootfahren, Segeln, Tennis, Fliegen und Ballonfahren.

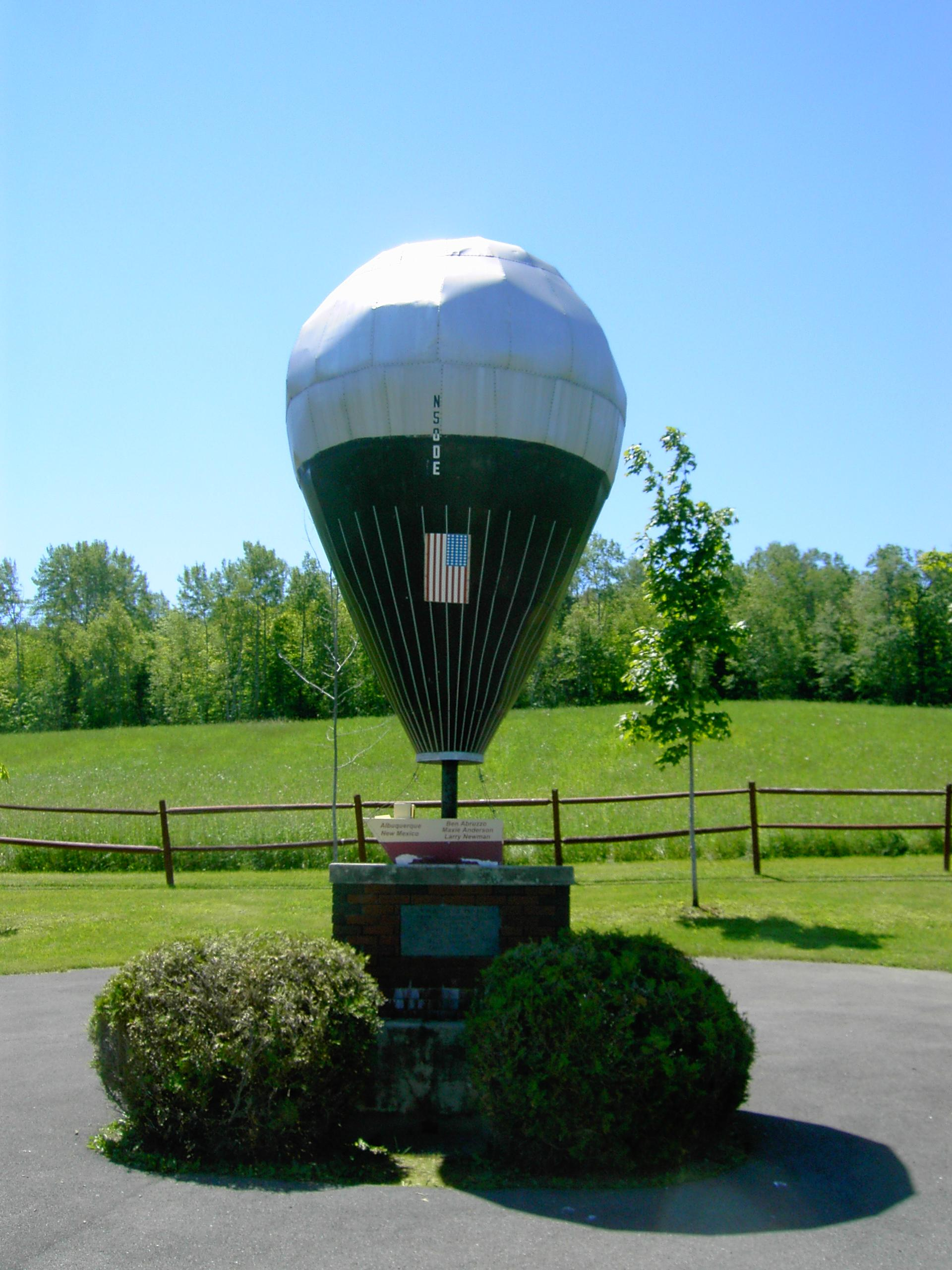
Denkmal des Double Eagle II in Presque Isle, Maine

1978 gelang Abruzzo mit Maxie Anderson (1934 – 1983) und Larry Newman (1947 – 2010) die erste transatlantische Ballonüberquerung im Double Eagle II. Am 17. August in Preque Island/Maine gestartet erreichten sie nach 137 Flugstunden und 5781 Kilometern  Nordfrankreich und landeten in Miserey. 1979 gewannen Abruzzo und Anderson das Gordon-Bennett-Rennen in den USA im Double Eagle III.
Am 9. November 1981 startete im japanischen Nagashima der transpazifische Flug mit Abruzzo als Kapitän und den Teamkollegen Larry Newman und Ron Clark, beide aus Albuquerque, sowie Rocky Aoki, einem amerikanisch-japanischen Restaurantbesitzer aus Miami, der den Flug mitfinanzierte. Der Ballon landete am 12. November, 84 Stunden und 31 Minuten später, im Mendocino National Forest in Kalifornien. Die Ballonfahrt war mit einer Strecke von 9244 Kilometern die bis dahin weiteste der Geschichte.
Abruzzo hielt neun Ballon-Weltrekorde, so viele wie kein anderer Ballonfahrer, als er und seine Frau, zusammen mit vier Begleitern, beim Absturz eines kleinen Flugzeugs, das er steuerte, starben. Seine Kinder führten die Geschäfte der Familie weiter, sein Sohn Richard wurde ein prominenter Ballonfahrer. Richard Abruzzo und Carol Rymer Davis, eine bekannte Radiologin aus Denver, gewannen 2004 das Rennen von Gordon Bennett, kamen aber beide beim Bennett-Rennen im September 2010 ums Leben, als ihr Ballon in die Adria stürzte.

## Auszeichnungen
- Congressional Gold Medal, 1979